# Zinajevac
Zinajevac is een plaats in de gemeente Barilović in de Kroatische provincie Karlovac. De plaats telt 3 inwoners (2001).